# ユマ郡 (コロラド州)

コロラド州内の位置

ユマ郡（Yuma County）は、アメリカ合衆国コロラド州に位置する郡である。人口は9,988人（2020年）。郡庁所在地はレイ（Wray）である。

## 地理
アメリカ合衆国統計局によると、この郡は総面積6,136 km2 (2,369 mi2) である。このうち6,127 km2 (2,366 mi2) が陸地で9 km2 (3 mi2) が水地域である。総面積の0.14%が水地域となっている。

### 隣接する郡
- キットカーソン郡 - (南)
- ワシントン郡 -
- ローガン郡 -
- フィリップス郡 -

## 人口動勢
2000年国勢調査で、この郡は人口9,841人、3,800世帯、及び2,644家族が暮らしている。人口密度は2/km2 (4/mi2) である。1/km2 (2/mi2) の平均的な密度に4,295軒の住宅が建っている。この郡の人種的な構成は白人94.17%、アフリカン・アメリカン0.11%、先住民0.28%、アジア0.07%、太平洋諸島系0.02%、その他の人種4.14%、及び混血1.21%である。この人口の12.88%はヒスパニックまたはラテン系である。
この郡内の住民は28.30%が18歳未満の未成年、18歳以上24歳以下が7.10%、25歳以上44歳以下が26.00%、45歳以上64歳以下が22.30%、及び65歳以上が16.30%にわたっている。中央値年齢は37歳である。女性100人ごとに対して男性は96.80人である。18歳以上の女性100人ごとに対して男性は94.90人である。
この郡の世帯ごとの平均的な収入は33,169米ドルであり、家族ごとの平均的な収入は39,814米ドルである。男性は26,124米ドルに対して女性は18,578米ドルの平均的な収入がある。この郡の一人当たりの収入 (per capita income) は16,005米ドルである。人口の12.90%及び家族の8.80%は貧困線以下である。全人口のうち18歳未満の15.50%及び65歳以上の10.70%は貧困線以下の生活を送っている。

## 都市及び町
- レイ（Wray）
- ユマ（Yuma）
- Eckley